# 英伸三
英 伸三（はなぶさ しんぞう、1936年 - ）は、日本の写真家。
1965年の日本写真批評家協会新人賞、日本写真協会新人奨励賞受賞を皮切りに、1971年日本ジャーナリスト会議奨励賞、1982年第7回伊奈信男賞などを受賞。日本写真家協会会員。日本リアリズム写真集団代表理事。現代写真研究所所長。
東京都写真美術館、川崎市市民ミュージアム、清里フォトアートミュージアムなどが計100点以上の作品を収蔵品としてコレクションしている。

## 経歴
1936年千葉県千葉市生まれ。小学校6年のとき東京の品川に移る。
1961年、東京綜合写真専門学校卒業。1960年代のインフレーションの中、抵抗器やコンデンサーの組み立ての内職で現金収入を得る農家の女性などを撮り続ける一方、盲学校などを取材。
1965年、視覚障害者の姿を追った作品を集めた個展と『アサヒカメラ』1964年9月号に発表した「農村電子工業」が対象となり、日本写真批評家協会新人賞受賞。
1971年に上梓した写真集『農村からの証言』で日本ジャーナリスト会議奨励賞を受賞。
1975年、日本写真家協会企画の写真展で編纂委員として写真の選定などにあたる。
1982年、桑原史成との「二人展」により、伊奈信男賞受賞。同年の写真絵本『みず』でボローニャ国際児童図書展グラフィック賞受賞。
1989年、『日本の農村に何が起こったか』を刊行。
1996年、鹿児島県土地改良事業団体連合会の依頼を受け1年間、鹿児島県内を取材。その成果を『鹿児島発農れんれん』（1997年、日本カメラ社）にまとめる。

## 注
1. ↑  プロフィール公式サイト内
2. ↑  新・田舎人インタビュー水土里ネット内
3. 1 2  前掲インタビュー
4. ↑  『日本大百科全書』
5. ↑  前掲プロフィール
6. ↑  『上海天空下（シャンハイのそらのした）』掲載プロフィール

## 著書
- 『農村からの証言 写真記録』（1971年、朝日新聞社）
- 『1,700人の交響詩 横須賀市立池上中学の教育記録 英伸三<教育>写真集』高校生文化研究会　1978
- 『子どもたちの四季 英伸三写真集』丸木政臣文　三省堂　1979
- 『潮風の季節 和光中学の教育記録 英伸三<教育>写真集』丸木政臣文　民衆社　1980
- 『子どもは光る 川口市立仲町小学校の教育記録 英伸三「教育」写真集』高校生文化研究会　1981
- 『天地無用』晩声社　1982　叢書カメラとえんぴつ
- 『カメラの眼・人間の眼 英伸三の写真塾』高校生文化研究会　1983
- 『偏東風に吹かれた村 英伸三写真記録1976-1982』（1983年、家の光協会）
- 『新富嶽百景』小川国夫・文（1984年、岩波書店）
- 『見るわかる教育基本法』永井憲一共編 三省堂 1985
- 『みず』かがくのとも傑作集　長谷川摂子 文 福音館書店　1987
- 『英伸三が撮ったふるさときゃらばん 人の住むところどこにでも劇場ができる』晩声社 1989
- 『日本の農村に何が起こったか 英伸三フォトドキュメント』（1989年、大月書店）
- 『一所懸命の時代 英伸三フォトドキュメント』（1990年、大月書店）
- 『酒は風 「亀の翁」をつくる人びと』首藤和弘, 英愛子文 大月書店 1991
- 『えんや――写真集・唐津くんち』金丸弘美・文（1992年、家の光協会）
- 『町工場鋼彩百景――英伸三鉄を撮る』（1995年、日本能率協会マネジメントセンター）
- 『鹿児島発農れんれん』（1997年、日本カメラ社）
- 『山菜手帖』管野邦夫 文 1997　平凡社カラー新書セレクション
- 『上海放生橋故事 英伸三、中国江南を撮る』アートダイジェスト　2001
- 『娘の名前は「ららら」』祖父江真奈文 高文研 2003
- 『上海天空下（シャンハイのそらのした）』英愛子・文（2006年、日本カメラ社）
- 『里と農の記憶 フォトエッセイ』農林統計協会　2007
- 『浅草初春事始め 英伸三写真集』日本写真企画　2010
- 『桜狩り 英伸三写真集 昭和篇』日本写真企画 2012